# Michel Dasseux
Michel Dasseux, né le 23 juillet 1936 à Périgueux et mort le 25 juin 2014 à Pessac,, est un homme politique français.

## Biographie
Né le 23 juillet 1936 à Périgueux de parents originaires de la Haute-Vienne, Michel Dasseux passe sa scolarité à Périgueux. À 18 ans, il est postier à Châteauroux puis revient sur Périgueux où il prend la direction de l'ASPTT locale. Son service militaire s'effectue en Algérie, dans les Aurès.
Il devient militant socialiste en 1971 à la suite du congrès d'Épinay.
Il participe aux travaux du club Réformer, groupe de réflexion politique animé par Martine Aubry.
Professeur diplômé d'État de judo ceinture noire 5e dan, il est président du comité départemental olympique et sportif de la Dordogne de 1984 à 1996, et membre fondateur du Cercle des ceintures noires à la Fédération française de judo. Il est élu député en 1997 puis en 2002 jusqu'en 2007.
Ce fut sous son mandat de maire de Coulounieix-Chamiers — de 1989 à 2008 — que fut définitivement achevée l'église Notre-Dame de Chamiers, toute proche de la mairie, en faisant construire le clocher qu'elle n'avait pas. À cette occasion, cette église qui était dépourvue de cloche, reçut le 23 juin 1996 dans son nouveau clocher trois cloches provenant d'une ancienne paroisse de l'Algérie française. À cette occasion, l'évêque de Périgueux vint bénir le nouveau clocher et une plaque gravée, scellée sur le mur de l'église rappelle cet évènement[réf. souhaitée].
Quelques mois avant d'être battu aux élections municipales de 2008, il fit rénover la mairie, lui adjoignant une fontaine en marbre[réf. souhaitée].

## Mandats

### Commune de Coulounieix-Chamiers
De 1977 jusqu'à la date de son décès en 2014, Michel Dasseux a fait partie de l'équipe municipale qui administrait la commune de Coulounieix-Chamiers, en Dordogne :
- du 13 mars 1977 au 5 mars 1983, comme conseiller municipal ;
- du 6 mars 1983 au 19 mars 1989, comme adjoint au maire ;
- du 20 mars 1989 au 16 mars 2008 : maire, battu à cette date par son ancien premier adjoint, Jean Pierre Roussarie ;
- de mars 2008 au 25 juin 2014 : conseiller municipal.

### Conseil général de la Dordogne
De 1985 à 2001, il a été élu conseiller général du canton de Périgueux-Ouest au sein du conseil général de la Dordogne :
- du 17 mars 1985 au 22 mars 1992 : conseiller général ;
- du 30 mars 1992 au 22 mars 1998 : vice-président du conseil général ;
- du 23 mars 1998 au 11 avril 2001 : conseiller général.

### Assemblée nationale
De 1997 à 2007, à l'Assemblée nationale, il a été député de la 1re circonscription de la Dordogne, élu le 1er juin 1977 et réélu le 16 juin 2002, la nouvelle mandature commençant le 19 juin.
Il ne s'est pas représenté aux élections législatives de 2007 et son mandat a cessé le 18 juin 2007 après l'élection la veille de son ancien suppléant, Pascal Deguilhem.